# René de La Tour du Pin
René de La Tour du Pin Chambly, marchese de la Charce (Arrancy, 1º aprile 1834 – Losanna, 4 dicembre 1924), è stato un politico, militare ed esponente di spicco del cattolicesimo sociale francese.

## Biografia
Figlio di Humbert de La Tour du Pin e di Charlotte-Alexandrine de Maussion, era il discendente di un'antica famiglia del Delfinato, cattolica e lealista.
Entrato nel 1852 a Saint-Cyr, de la Tour de Pin presta servizio come ufficiale sotto il Secondo Impero in Crimea, in Italia, in Algeria e nella guerra Franco-Prussiana del 1870. 
Fatto prigioniero a seguito della caduta di Metz, conosce e diviene amico di Albert de Mun. 
Nel settembre 1871, anno della Comune di Parigi, quando è ancora Capitano di campo del Governatore militare di Parigi, s'impegna, su richiesta di Maurice Maignen della congregazione di San Vincenzo de' Paoli nell'Œuvre des cercles catholiques d'ouvriers (Opera dei circoli cattolici operai) con de Mun. 
Il suo operato è ispirato alle idee di Frédéric Le Play. Da questo momento si interessa alla situazione operaia  che ricoprirà gran parte dei suoi scritti politici: egli diviene l'ispiratore, più ancora di Lamennais, del cattolicesimo sociale francese.
Nel 1877 è nominato addetto militare in Austria-Ungheria, dove incontra il Conte di Chambord, in esilio a Frohsdorf. 
Durante la missione austriaca, è colpito dall'influenza dei cattolici sociali, in particolare del barone Karl von Vogelsang (1818-1890) che anima la rivista Vaterland. Nel 1881, si dimette dall'Esercito e si ritira nelle sue terre d'Arrancy, di cui diventa sindaco. 
Alla morte del Conte di Chambord, nel 1883, La Tour du Pin riconosce i diritti di Filippo d’Orléans, che incontra a Eu. 
Agli inizi del 1885, è ricevuto a Roma da Leone XIII e nel 1891, contrariamente ad Albert de Mun, rifiuta il Ralliement (adesione) dei cattolici francesi alla repubblica, come il futuro maresciallo Lyautey, autore del Rôle social de l'officier (ruolo sociale dell'ufficiale), largamente ispirato all'esperienza dei cercles catholiques.
Nel 1892 egli sposa la cugina, Marie de La Tour du Pin Montauban, e fa il suo primo incontro con il giovane Charles Maurras, ancora repubblicano: sarà l'inizio d'una corrispondenza durata fino alla morte del Marchese.
Fondata nel 1899 l'Action française, La Tour du Pin vi porta il suo contributo, pubblicando tre studi sulla rivista dell'Action tra il 1904 e il 1906, studi sulla nobiltà, la rappresentanza professionale e l'organizzazione territoriale della Francia. Nel 1907 pubblica la sua opera maggiore: Vers un ordre social chrétien.

## Il pensiero
La Tour du Pin arricchisce "l'analisi controrivoluzionaria di un prezioso insegnamento sociale che nella restaurazione monarchica e nella restaurazione corporativa fonda i pilastri per la restaurazione finale dell'ordine cristiano. "Restaurare l'ordine sociale cristiano, scrive Robert Vallery-Radot, rivendicare per l'uomo tutte le libertà che lo stato giacobino gli ha sottratto: libertà familiari, libertà professionali, libertà comunali e regionali, questa fu la missione di La Tour du Pin. Alla concezione astratta dell'individuo del 1789... ha opposto con un'impressionante profondità la realtà cattolica della persona umana, che è nulla senza il focolare presso cui si perpetua, senza il mestiere che esercita e che feconda la sua attività, senza la terra in cui nasce, vive e muore e che le tradizioni storiche vincolano alla sua unione di sangue e di spirito".
Così, per il padre Georges de Pascal, la figura di maggior spicco tra i discepoli di La Tour du Pin, la tradizione francese è cristiana, monarchica e sociale e tre sono i fattori della vita nazionale: Dio, il principe, il popolo. Analogamente tre sono i nemici da combattere: la Rivoluzione che sopprime Dio, o riduce comunque il campo della sua azione; il parlamentarismo che, con la formula "il Re regna ma non governa", sopprime il principe; il cesarismo che sopprime il popolo sostituendolo con una burocrazia totalitaria." 

## Eredità del pensiero di La Tour du Pin
Firmin Bacconnier e in seguito l'Action française rappresentano la principale continuazione del pensiero di La Tour du Pin. Come dirà Charles Maurras: Ce n'est pas La Tour du Pin qui est à l'Action française, c'est l'Action française qui est à La Tour du Pin (Questo non è il Tour du Pin che è all'Action française, è l'Action française qui a est a La Tour du Pin). Ciò nonostante, Maurras era parimenti portatore del positivismo comtiano, molto lontano dalla filosofia di La Tour du Pin. 
Il pensiero del Marchese influenzerà anche De Gaulle. Nel 1970, Edmond Michelet, ministro di De Gaulle, dirà in proposito: s'il est un personnage que le général de Gaulle connaît mieux que Marx, c'est peut être le très ignoré aujourd'hui La Tour du Pin (se c'è un personaggio che il generale De Gaulle conosce meglio di Marx, quegli è forse l'oggi molto ignorato La Tour du Pin).

## Scritti di René de La Tour du Pin
- Vers un Ordre social chrétien – Jalons de route, Nouvelle Librairie Nationale, Parigi 1907
- Aphorismes, Nouvelle Librairie Nationale, Parigi 1909
- Vers un ordre social chrétien, Librerie Nationale, 1920
- Vers un ordre social chrétien, Éditions du Trident, Paris 1987
- Conseils des études
- Ma vocation sociale, Souvenirs de la fondation des Cercles catoliques d'ouvriers